# José Manuel Santa Cruz
José Manuel Santa Cruz Chao (Madrid, 1956) es un arquitecto y urbanista español especializado en sostenibilidad urbana, social y medioambiental.

## Trayectoria
Santa Cruz Chao estudió arquitectura en la Escuela Técnica Superior de Arquitectura de Madrid y es arquitecto desde 1985 por la Universidad Politécnica de Madrid. Desde 1985 dirige su estudio de arquitectura, trabaja como perito judicial, ha sido tasador para el banco de España, arquitecto municipal y arquitecto especialista en rehabilitación de barrios e impactos ambientales en las comunidades autónomas de Madrid y Castilla y León, y redactor de proyectos de arquitectura y urbanismo. Simultáneamente continua su formación académica como investigador y en 1995 obtiene el doctorado por la Universidad Politécnica de Madrid con la tesis de título Análisis morfológico de plantas de asentamientos no planificados en las comarcas gallegas de Las Mariñas, Tierra Llana y Tierra de Montes dirigida por el arquitecto urbanista José Fariña Tojo. Es técnico urbanista por el Ministerio de Administraciones Públicas y está diplomado por la Universidad Politécnica de Valencia en ordenación del territorio. Esta labor investigadora le lleva a escribir numerosos libros, artículos y monográficos, así como a doctorarse de nuevo en el año 2019 por la Universidad Complutense de Madrid en el instituto de ciencias ambientales con la tesis de título Bases, modelos e indicadores de referencia urbana para la optimización sostenible de una ciudad móvil dirigida por José Antonio Sotelo Navalpotro y Alfonso de Esteban Alonso.
Santa Cruz Chao también se dedica a la enseñanza, como docente y ocupando diferentes cargos directivos en universidades españolas. Ha sido director de las escuela de arquitectura y de la escuela de arquitectura técnica en la Universidad Camilo José Cela, y en la Universidad SEK España, y profesor de urbanismo y sociología en la Universidad Rey Juan Carlos entre otras.
Participa en seminarios y es autor de numerosos artículos científicos, libros sobre sostenibilidad urbana y territorial, y publicaciones de temas docentes.

## Publicaciones seleccionadas
- 1995 Relación entre variables del medio natural, forma y disposición de los asentamientos en tres comarcas gallegas, Editores: Universidad Politécnica de Madrid. ISBN: 84-87130-30-5[5]
- 2015 Historias de ciudad. Editores: Áltera, Madrid. ISBN: 9788416405282[6]
- 2016 Sociología de la empresa. Editorial: Delta Publicaciones. ISBN: 9788416383443[7]
- 2017 Casa Pélope. Investigación de modelos arquitectónicos para uso deportivo. Editores: Lacre, Madrid. ISBN: 978-84-17005-14-6[8]
- 2018 Más empresa. Editorial: Delta Publicaciones. ISBN: 9788416383603[9]

- 2019 La ciudad móvil, Editores: Dykinson, ISBN: 978-84-1324-381-8[10]
- 2020 La sociedad digital. Editores: Ommpress Bookcrafts, ISBN: 9788417387570[11]